# Channa asiatica
Channa asiatica és una espècie de peix de la família dels cànnids i de l'ordre dels perciformes.

## Descripció
- Fa 20 cm de llargària màxima[6] (encara que la seua mida normal és de 8,7),[7] és d'un color oliva marronós i presenta un gran ocel en el peduncle caudal (el centre del qual no és rodó sinó més aviat quadrangular), el ventre blanc, una taca a la base de les aletes pectorals, taques daurades al cap i els flancs, dues franges amples des dels ulls fins a la vora de l'òrbita de l'opercle i taques nacrades per tot el cos.
- Absència d'aletes pèlviques i d'escates a la regió gular del cap.
- 57 escates a la línia lateral. 12 predorsals. 5 fileres d'escates entre l'origen de l'aleta dorsal i la línia lateral. 16 fileres d'escates entre la línia lateral i la línia mitjana del ventre.
- 44 radis a l'aleta dorsal i 26 a l'anal.[8][9]
- El seu parent més proper és Channa nox, el qual tampoc no té aletes pèlviques i té un gran ocel negre al peduncle caudal.
- El seu creixement és ràpid durant els primers dos anys de vida i es redueix després.[10][11][12]

## Reproducció
En estat salvatge i al Japó, no construeix nius, tot i que els pares sí que protegeixen els ous i les larves. En captivitat, la coloració de la femella reproductora esdevé més clara (amb les seues taques marrons clares tornant-se més fosques i les argentades més brillants), mentre que el mascle també es torna més fosc. Durant el festeig (aparentment, de nit), la femella puja a la superfície, s'empassa aire i es belluga de costat a costat, mentre que el mascle puja, gira al voltant de la femella, l'abraça i la prem. Aquesta seqüència es repeteix després d'uns minuts i la fresa pot succeir cada 6-10 dies. Els ous suren a l'aigua i l'eclosió de les larves s'esdevé al cap de 24 hores a una temperatura de 28 °C. Tant el mascle com la femella protegeixen agressivament els ous i les larves contra tot allò que és introduït a l'aquari (de fet, hi ha indicis que el mascle podria ésser un incubador bucal).

## Alimentació
Menja crustacis, larves d'insectes i peixos.

## Hàbitat i distribució geogràfica
És un peix d'aigua dolça, bentopelàgic i de clima tropical (22 °C-28 °C), el qual viu a Àsia: des de la Xina continental (les conques dels rius Xun -a Guangxi i Guangdong- i Iang-Tsé) fins a Taiwan, Hainan i la conca del riu Roig al nord del Vietnam. Ha estat introduït al Japó (les illes Ryukyu) i Sri Lanka.

## Estat de conservació
Hom creu que les seues principals amenaces són la contaminació de l'aigua i la degradació del seu hàbitat.

## Observacions
És inofensiu per als humans, pescat comercialment a la Xina i forma part del comerç internacional de peixos ornamentals.